# Шмаков, Игорь Ананьевич
Игорь Ананьевич Шмаков (07.05.1924 — 26.04.2013) — ветеран атомной энергетики и промышленности, лауреат Ленинской премии 1961 года.
Родился 7 мая 1924 года в с. Калманка Томской губернии (сейчас — Калманский район Алтайского края).
С ноября 1942 по 04.02.1947 г. в армии, участник войны, радиотелеграфист, автоматчик, гвардии старшина (Юго-Западный, Сталинградский, 1-й и 4-й Украинский фронты).
Окончил Уральский политехнический институт по специальности инженер-физик (1953).
С 1953 г. работал на Уральском электрохимическом комбинате (г. Новоуральск Свердловской области): инженер, старший инженер, начальник участка, заместитель начальника цеха, в 1962—1992 гг. — начальник опытного цеха разделительного производства, в 1992—1994 гг. — инженер опытного цеха.
Руководитель строительства и ввода в эксплуатацию первого в СССР опытного центрифужного завода, работа которого положила начало коренной реконструкции диффузионных заводов атомной промышленности.
Кандидат технических наук (1970).
Лауреат Ленинской премии 1961 года (в составе коллектива) — за разработку и освоение центрифужного метода разделения изотопов урана.
Награждён орденами Трудового Красного Знамени (1970), Отечественной войны II степени (1985), медалями «За оборону Сталинграда» (22.12.1942), «За отвагу» (19.05.1945), «За освобождение Праги» (09.06.1945), «За победу над Германией в Великой Отечественной войне 1941—1945 гг.» (09.05.1945).